# Bertrand de Boyrie
Pour les articles homonymes, voir Boyrie.
Bertrand de Boyrie (mort en octobre 1502), est un ecclésiastique qui fut évêque de Dax de 1466 à 1499.

## Biographie
Bertrand de Boyrie parfois nommé de Boria est issu de la noble famille de Poy. Il est notaire apostolique doyen du chapitre de chanoines de la cathédrale Saint-André de Bordeaux et conseiller-clerc au Parlement de Bordeaux. Le jour du transfert de Jean-Baptiste de Foix à l’évêché de Comminges, il est nommé évêque de Dax. Il s'empresse de venir résider dans son diocèse ce qui lui aliène d'abord les chanoines du chapitre puis les Cordeliers et le prieur de Saint-Esprit. Lors d'une altercation avec les officiers de l'évêque, plusieurs frères sont blessés et l'un décède quelques jours plus tard. Une action est diligentée à son encontre par les chanoines devant le pape Sixte IV. Ce dernier la reçoit et par bulle du 20 mars 1472, il enlève à l’évêque et à ses officiers leur juridiction et autorité sur les chanoines et les autres clercs de la cathédrale. Grâce à l'appui du roi Louis XI de France et après une procédure de trois ans (1471-1474), le prélat est finalement absous. Le Roi devenu maître de la région après la mort du prince Charles duc de Guyenne exige alors un serment de fidélité de l'évêque qui assiste aux États de 1484 ainsi qu'au sacre de Jean d'Albret et de Catherine de Navarre à Pampelune le 12 janvier 1494. Le 21 novembre il se rend encore à abbaye d'Arthous bénir l'abbé Bertrand de Bergayn mais au début de l'année suivante, son diocèse est administré par son vicaire général Guitard de Domezan. Il résigne ensuite son siège épiscopal en faveur de son neveu Arnaud de Boyrie qui est nommé évêque le 20 mars 1499.